# Metalurgia precolombina en América

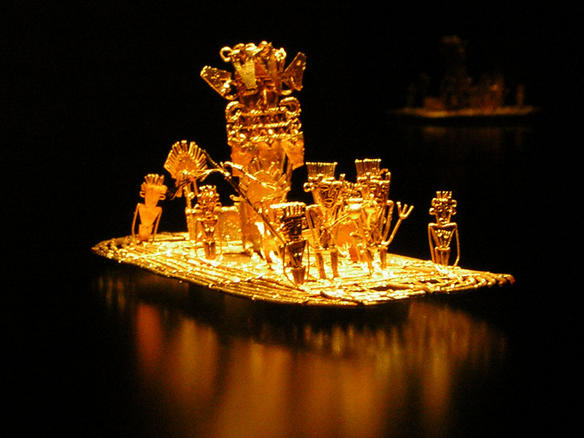
Balsa Muisca en el Museo del Oro, Bogotá, Colombia

La metalurgia precolombina en América comprende la extracción y purificación de metales, así como la creación de aleaciones metálicas, realizadas con anterioridad al contacto europeo en el siglo XV. Las civilizaciones americanas han usado minerales metálicos locales desde tiempos ancestrales, lo que se evidencia en descubrimientos de artefactos de oro en la región de los Andes entre 2155–1936 a. C. así como en Norteamérica y Mesoamérica se han encontrado herramientas de cobre elaboradas desde el 5000 a. C. Los objetos fabricados en metal variaban desde aquellos destinados a usos ornamentales, como cascabeles y pendientes, instrumentos musicales como campanas, flautas y cimbales, herramientas como punzones, pinzas y anzuelos, hasta armas como hachas, mazas, cuchillos y lanzas.

## Sudamérica
La metalurgia en Sudamérica parece haberse desarrollado en la región de los Andes que en la actualidad corresponde a Colombia, Ecuador, Perú, Bolivia, Chile y Argentina donde se utilizaban el oro, la plata así como aleaciones de bronce los cuales eran fabricados mediante diversas y complejas técnicas de manufactura para confeccionar herramientas, armas e intrincados objetos que se creen eran ornamentales. Descubrimientos recientes muestran que la manipulación del oro fue entre 2155-1936 a. C. y la manipulación más antigua del cobre entre 1432-1132 a. C. Esta tecnología se originó en el contexto de una sociedad que estaba pasando por cambios económicos y sociales la cual no obstante era todavía semi-sedentaria. Esto contrasta con la idea de que la Metalurgia se desarrolló en sociedades con excedentes alimenticios que sostenían a una élite. Más que ser un producto de una sociedad jerárquica, el oro podría haber sido parte de los ingredientes de esta. Más evidencia adicional acerca de la metalurgia proviene de los sitios en Waywaka, Chavín y Kotosh, y parece que se dispersó a lo largo de las sociedades andinas en el Horizonte Temprano (1000-200 a. C.). Durante el Horizonte Temprano, los avances en la metalurgia permitieron la creación de objetos espectaculares y característicos en los Andes hechos por laminación placas metálicas de metales puros y aleaciones.

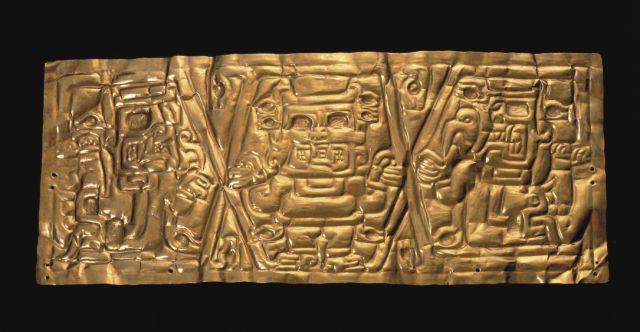
Oro chavín. Museo Larco, Lima
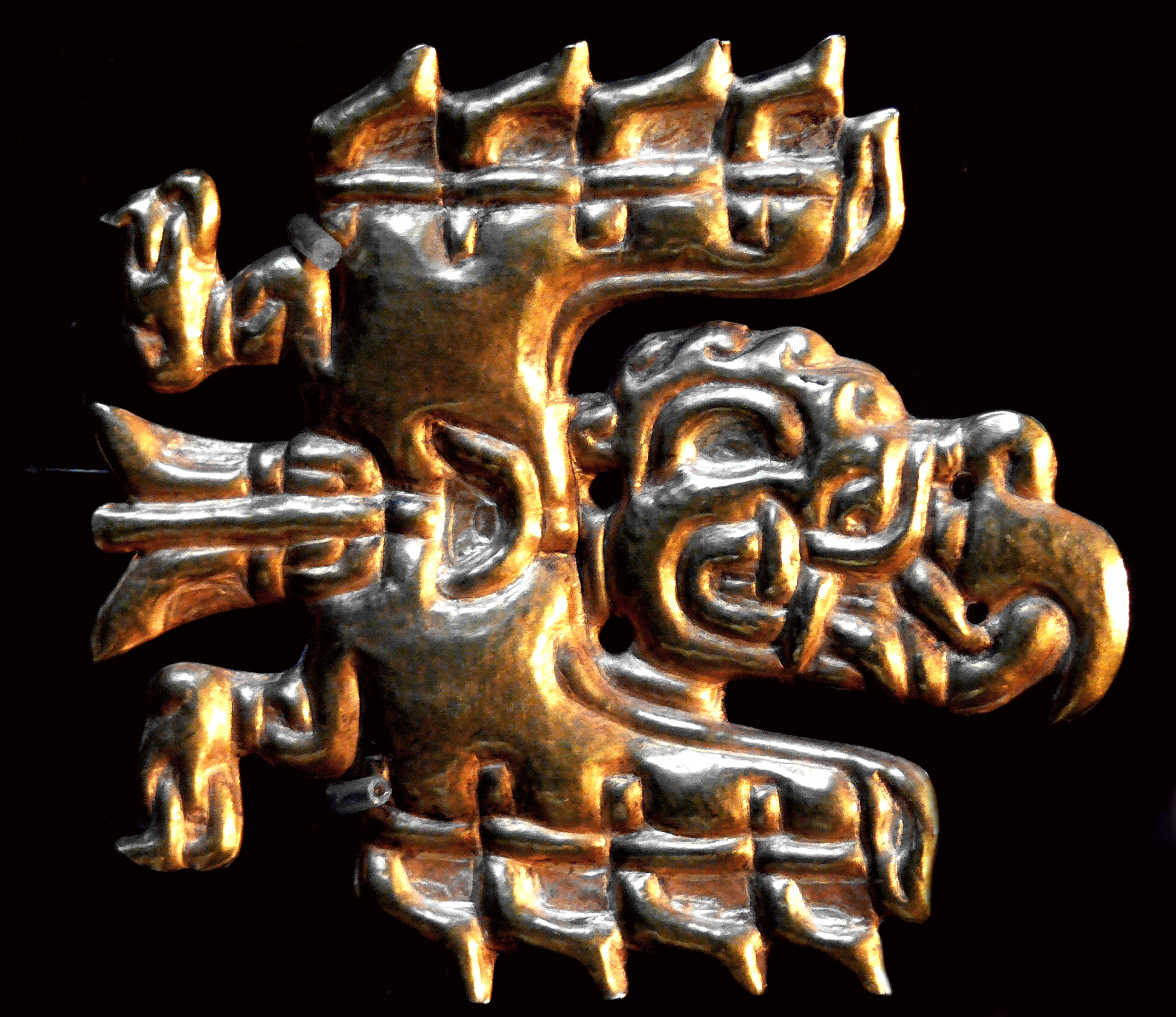
Oro chavín
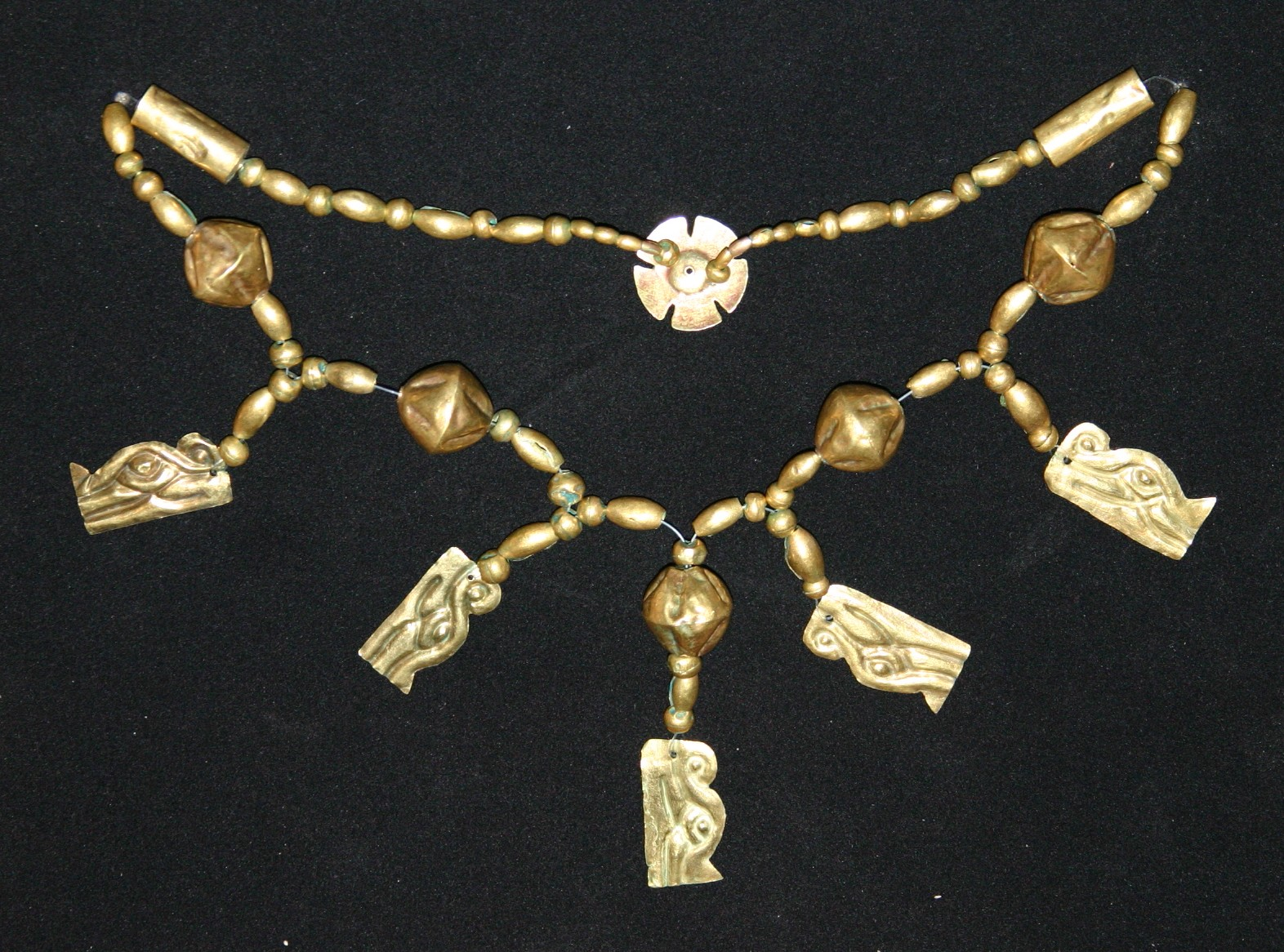
Collar de Oro chavín

Dos diferentes técnicas metalúrgicas se desarrollaron de forma paralela, una en el norte de Perú y Ecuador, y la otra en la región llamada Altiplano en el sur de Perú, Bolivia y Chile. Hay evidencia de fundición de sulfuro de cobre en la región del Altiplano durante el Horizonte Temprano. La evidencia proviene de escoria de cobre recuperada en muchos sitios donde el mineral de cobre probablemente venía de la frontera entre Chile y Bolivia. El uso intensivo de hornos de control de temperatura "portátiles" en las cercanías de Puma Punku, Bolivia y en tres sitios adicionales en Perú y Bolivia para fabricar, in situ, barras I como conectores con bloques grandes de piedra durante el proceso de construcción, representan una función poco común para metal de fundición[cita requerida]. El análisis químico reportado de estos metales es de 95.15% cobre, 2.05% Arsénico, 1.70% Níquel, 0.84% Sílice y 0.26% Hierro. La edad estimada de estos vertidos se encuentra entre el 800-500 a. C.

### Cultura Moche
Evidencia de fundición completamente desarrollada solamente se encuentra en la civilización Moche (Costa norte del Perú, 200-600 a. C.). Los minerales de cobre eran extraídos en depósitos superficiales de las faldas de los Andes por herreros o mercaderes, donde se cree que era fundido en lugares cercanos, evidenciado en artefactos metálicos y también en envases cerámicos que describen el proceso, el cual se cree que se realizaba con hornos de adobe o de piedra, con alrededor de tres tubos de oxigenación los cuales eran requeridos para proveer el flujo de aire necesario para alcanzar altas temperaturas. Los lingotes resultantes serían entonces transportados a herrerías especializadas cerca de las costas. Se han encontrado vestigios de estos centros especializados los cuales se encontraban cerca de las secciones administrativas de las ciudades, indicando nuevamente la importancia de los metales en esta civilización [cita requerida].

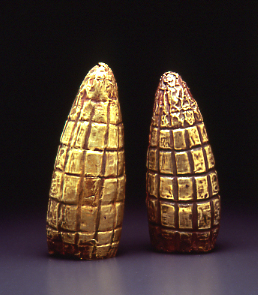
Metalurgia mochica. Representación de un maíz.
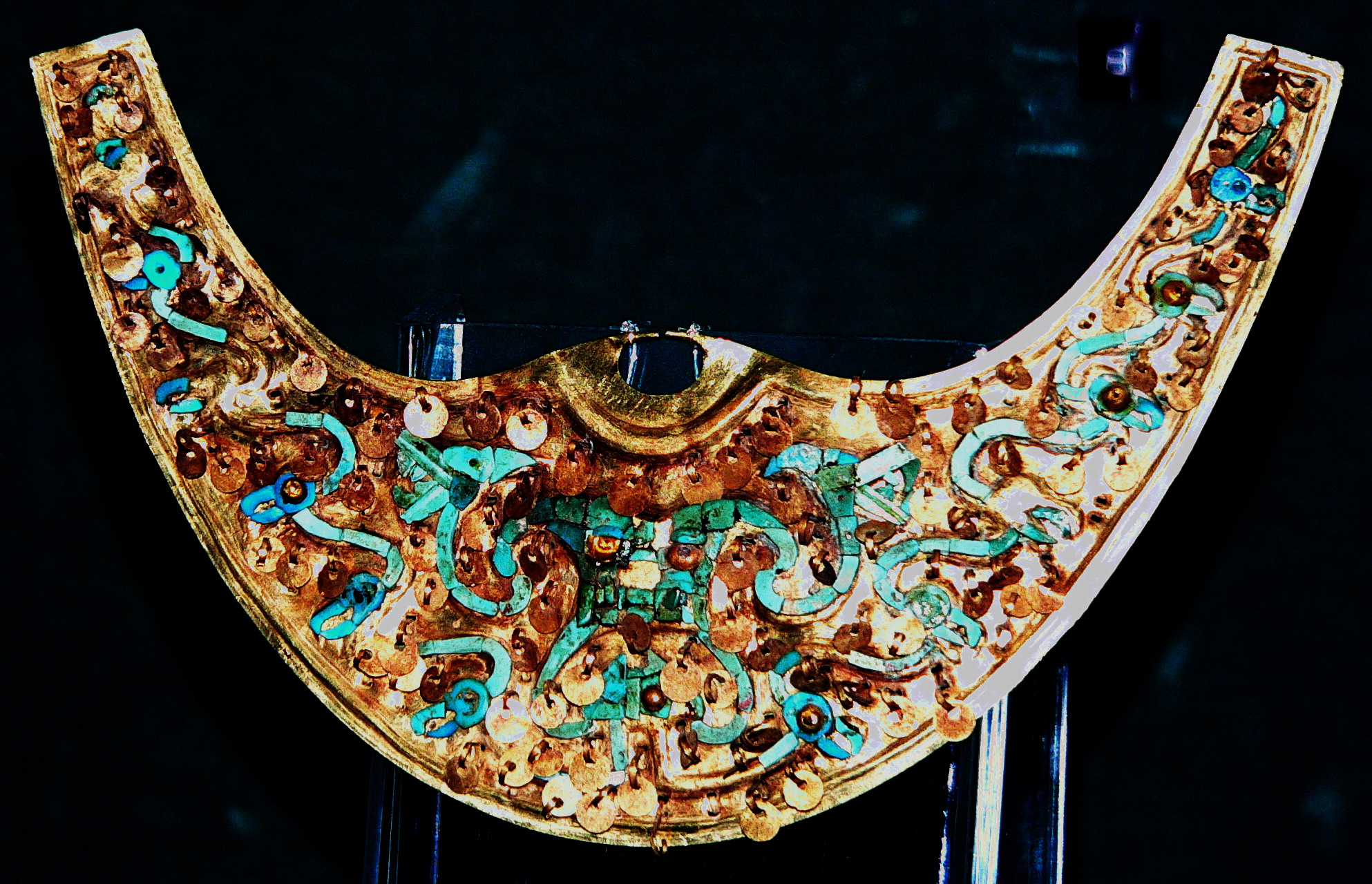
Orfebrería mochica. Nariguera con incrustaciones de turquesa.
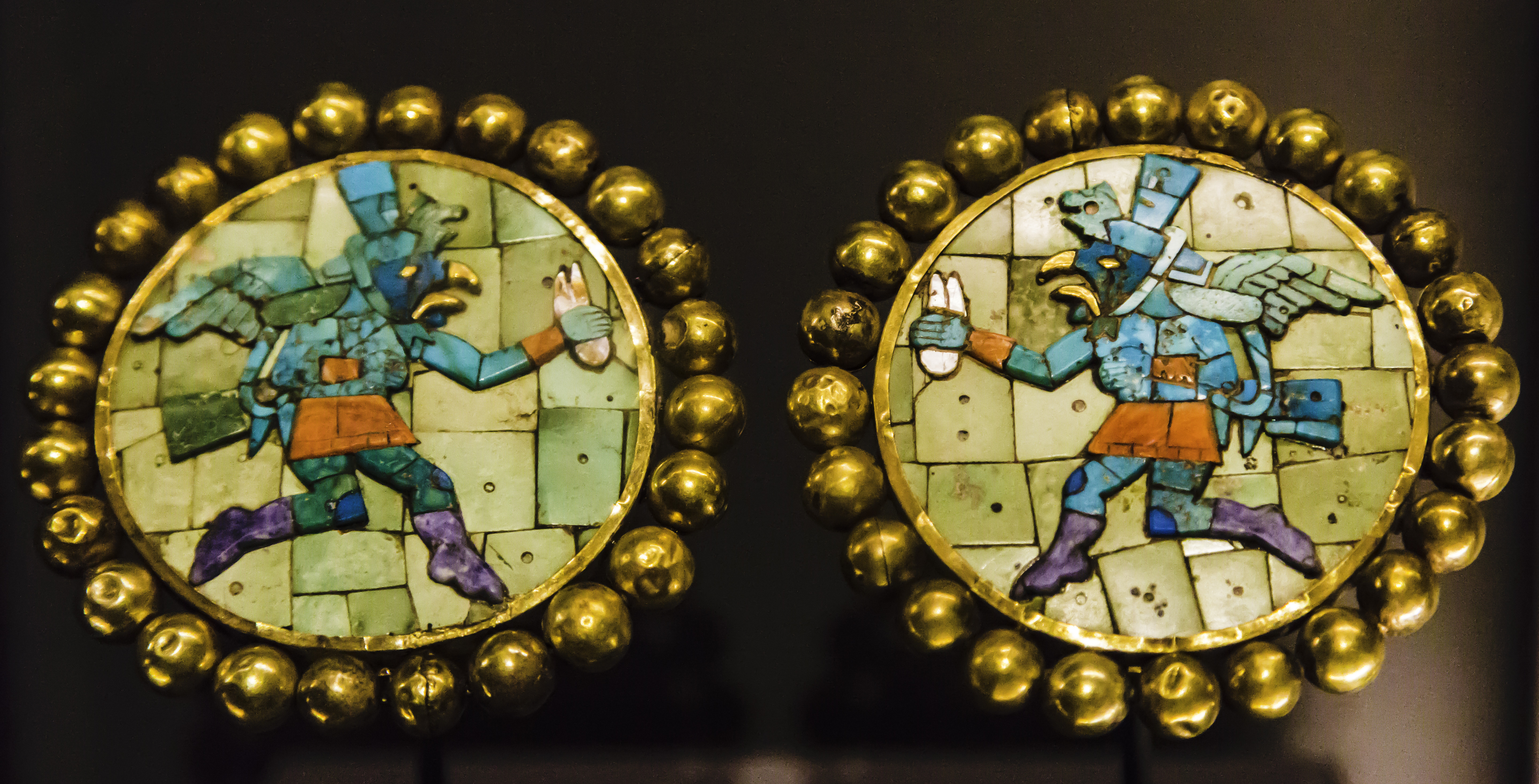
Orejeras mochica de oro con incrustaciones de piedras preciosas.
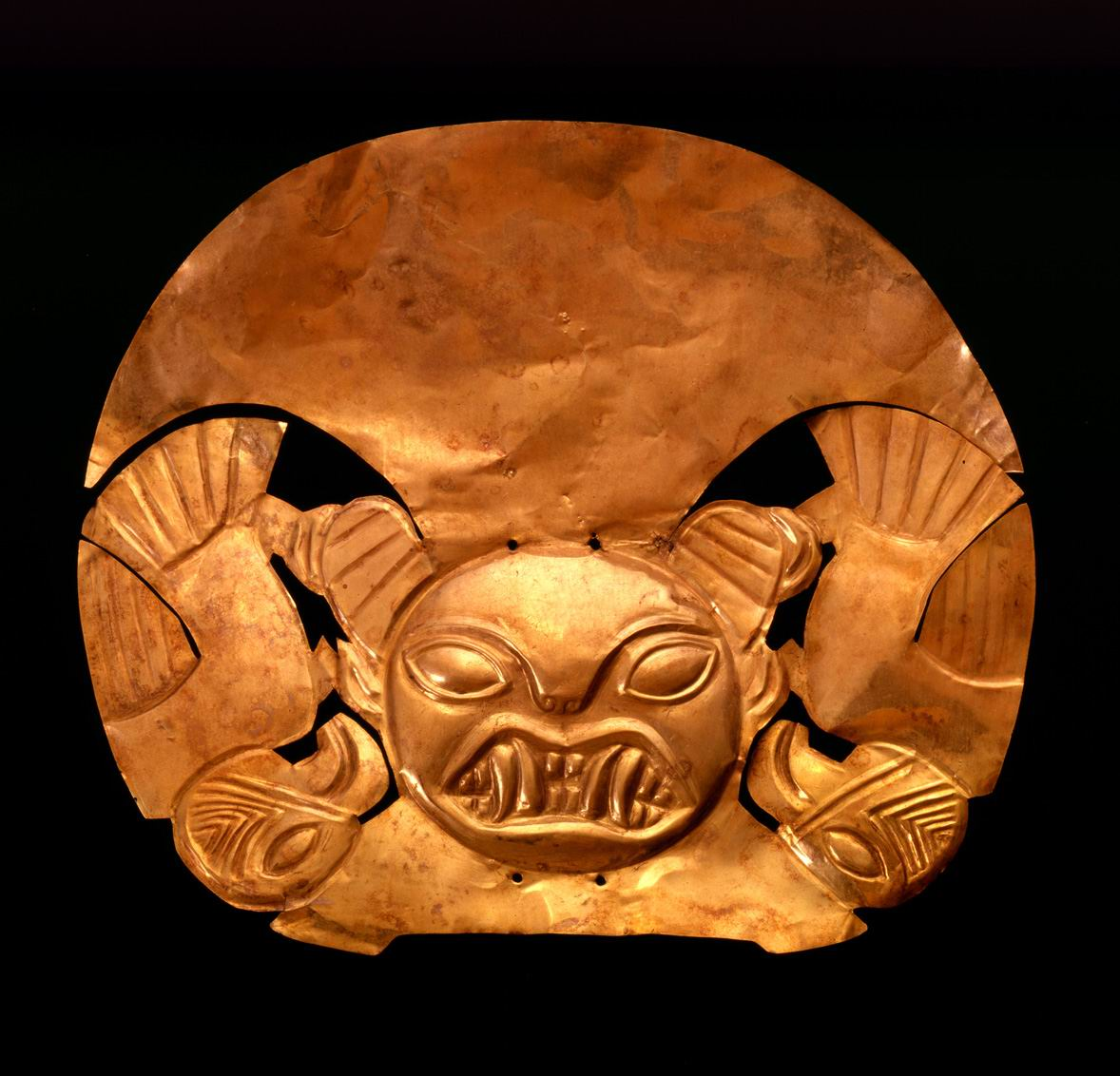
Cuchillo de oro.
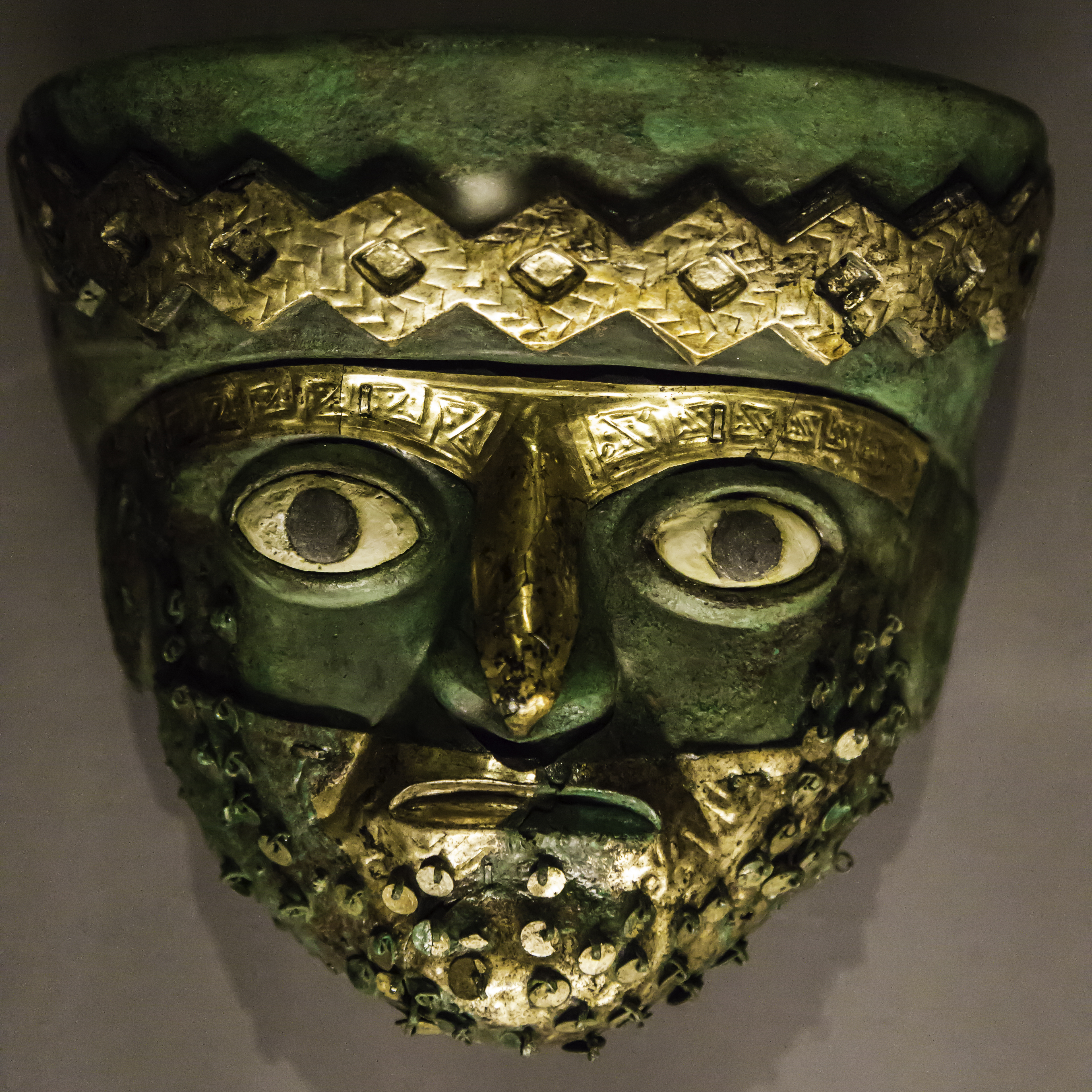
Máscara funeraria mochica.
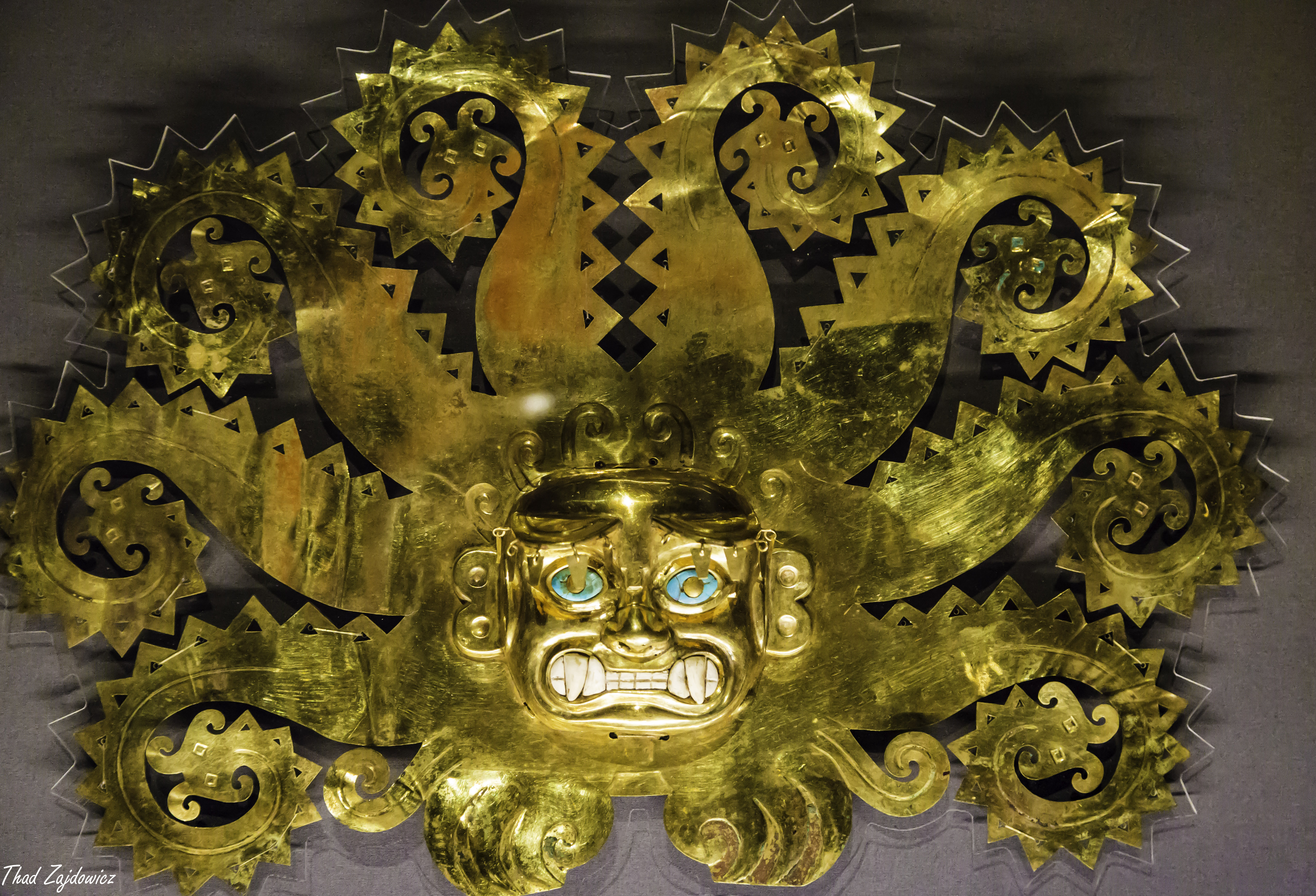
Corona mochica de oro. Representación de un pulpo mítico, una deidad de los mochicas.

Los objetos variaban entre simples adornos, herramientas, instrumentos musicales, así como una gran variedad de armas cortantes. Algunos objetos decorativos eran diseñados de una manera muy elaborada y encontrados de manera habitual en mausoleos y criptas relacionadas con personajes de alto nivel social. Por esta razón, se cree que los metales se consideraban como un producto altamente valioso, el cual era utilizado para cuestiones tan cotidianas como las herramientas, así como para muchos propósitos religiosos o sociales. Se sabe que el uso del oro y la plata era muy extendido, debido a la gran cantidad de objetos sustraídos durante la Conquista del Perú y durante la posterior explotación durante la Colonización española de América. Bronce de arsénico era también obtenido de minerales sulfurosos, una práctica que se desarrolló de manera independiente o se aprendió de la tradición del sur.
Estas tecnologías se dispersaron gradualmente al norte hacia Colombia, Panamá y Costa Rica, alcanzando Guatemala y Belice en el 800 a. C. [cita requerida].

### Imperio Incaico
Solamente hay evidencia de que los incas y otras civilizaciones andinas utilizaran los metales como herramientas y armas de una manera mucho más extensa como las civilizaciones europeas o asiáticas. Los incas utilizaban el bronce en gran cantidad de armas punzocortantes y de impacto como los martillos, mazas y hachas de guerra, lanzas y así como cascos para los elementos militares de mayor rango. Además del uso utilitario y militar de los metales, también tenía un valor muy importante en las ceremonias religiosas, ya que se asociaba al oro con el sol y a la luna con la plata a lo largo de todo el continente.
El valor de los objetos hechos de metal se volvió tan grande que se inició una ruta comercial entre Sudamérica y Mesoamérica por medio de la famosa Liga de Mercantes que realizaban intercambios comerciales entre el oeste de México y la zona costera del norte de Sudamérica. En ambas zonas se encuentran técnicas de manufactura y estilos muy similares en contextos históricos contemporáneos.

### Colección delMuseo Antropológico del Banco Central de Guayaquil
Esta colección es la más grande del mundo en cuanto a cantidad de artefactos metálicos prehispánicos, consiste de aproximadamente de 7900 objetos. La mayoría de los elementos de la colección son de carácter mortuorio.
| Artefacto                       | Cantidad | Porcentaje |
| ------------------------------- | -------- | ---------- |
| Anillos sólidos                 | 2335     | 29.7       |
| Hachas ornamentales/monetarias  | 2167     | 27.5       |
| Campanillas                     | 1835     | 23.3       |
| Anillos de nariz                | 394      | 5.0        |
| Placas ornamentales             | 377      | 4.8        |
| Pinzas                          | 304      | 3.9        |
| Hachas                          | 174      | 2.2        |
| Agujas                          | 147      | 1.9        |
| Anillos huecos                  | 120      | 1.5        |
| Anzuelos                        | 20       | 0.3        |
| Artefactos en forma de estrella | 2        | <0.1       |

### Cultura Sican y Vicús
La cultura Lambayeque o cultura Sicán se manifestó entre los siglos VIII - XIV d. C. Ocupó el territorio que hoy le corresponde al departamento de Lambayeque, llegando a extenderse por casi toda la actual costa peruana en su periodo de mayor apogeo (Fase Intermedia 900 -1100). Esta cultura se formó a partir de la decadencia de la Cultura Mochica, asimilando gran parte del conocimiento y tradiciones culturales de estos. El empleo de metales provenía de la tradición mochica, que en Lambayeque se perfeccionó con un mayor dominio técnico y nuevos estilos. Cubrieron todo el proceso metalúrgico, desde la extracción del metal (de las minas) hasta la preparación de aleaciones, y en esto último, precisamente, superaron a sus antecesores mochicas.

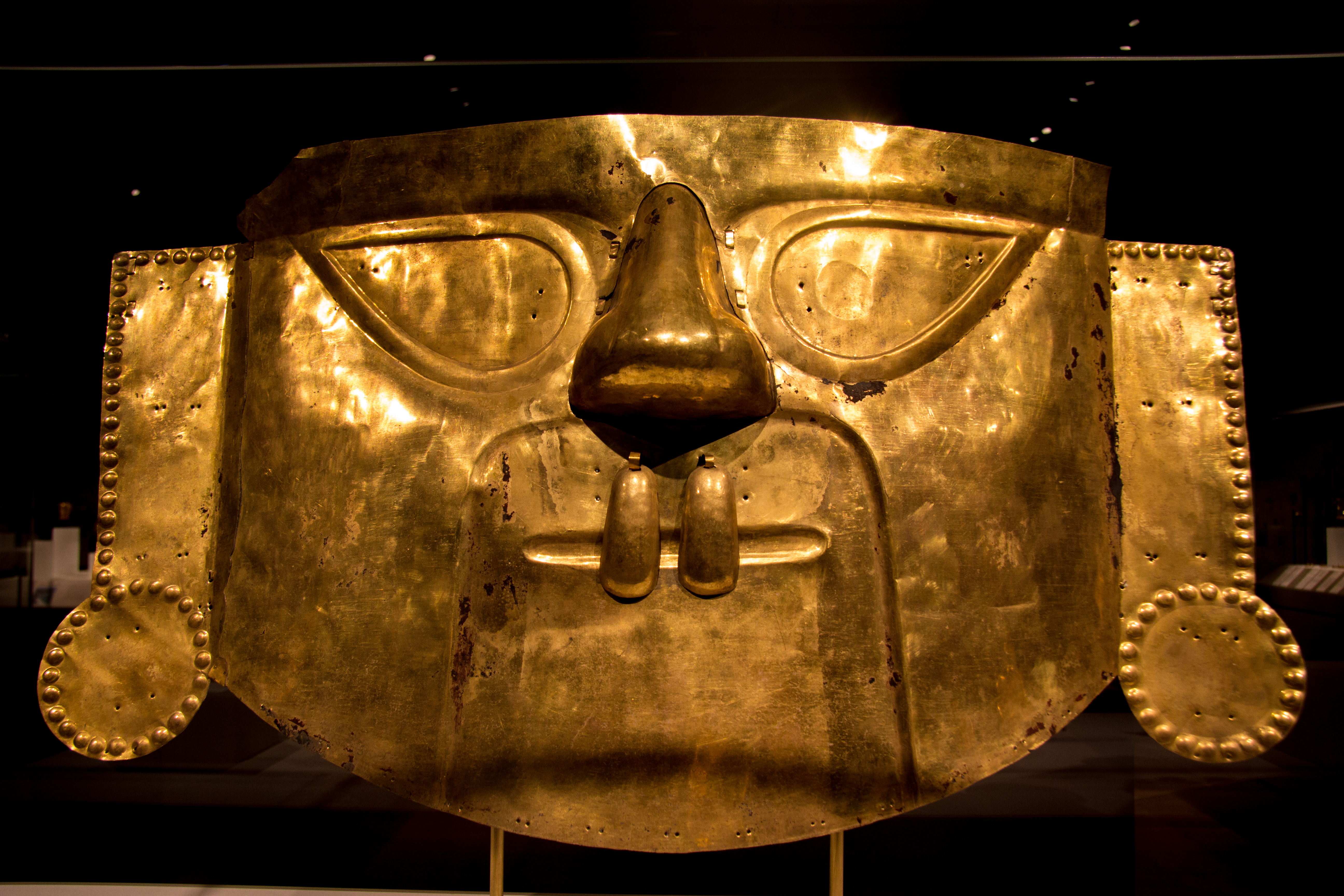
Máscara de oro de la cultura Sican, Perú.
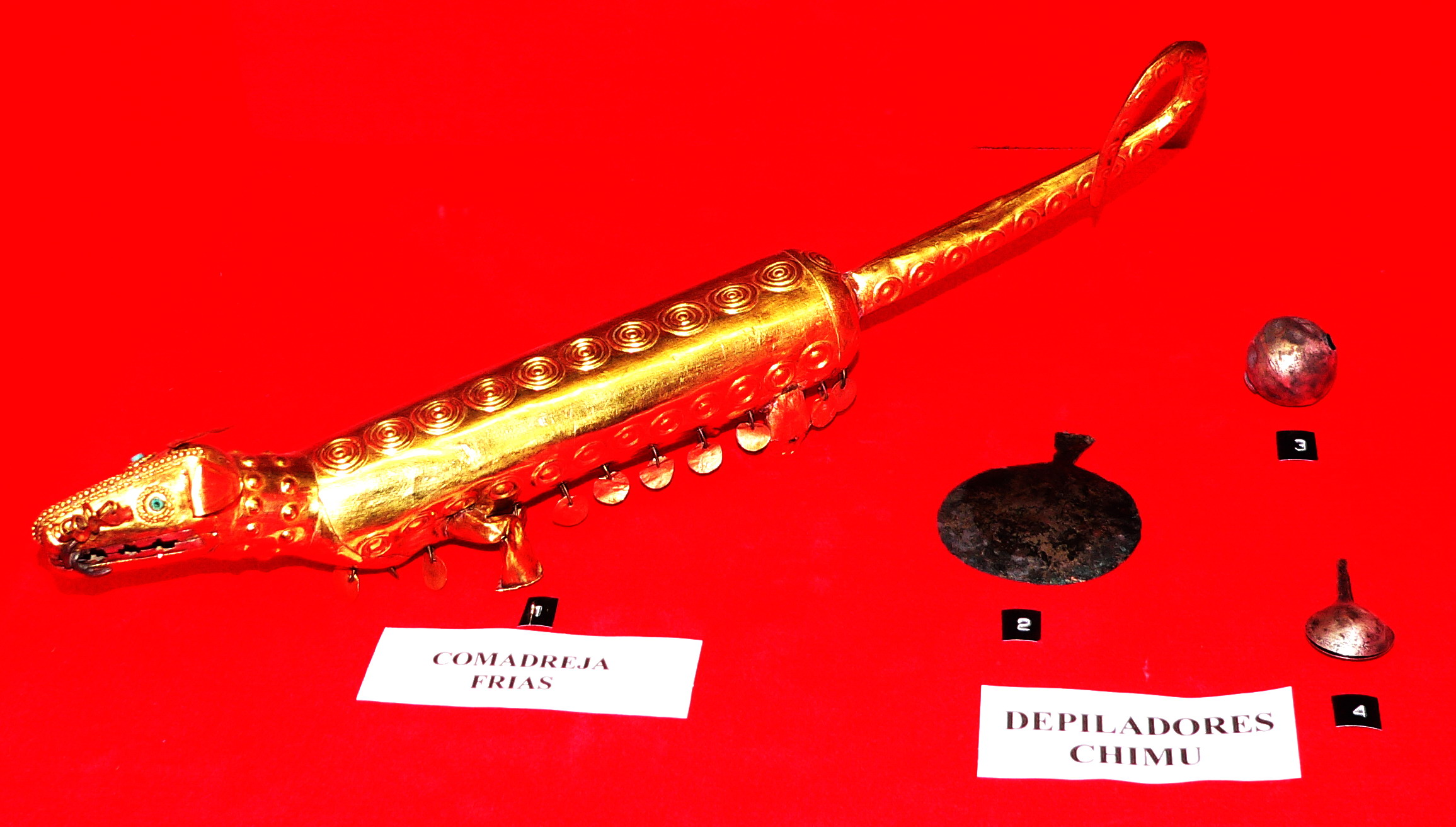
Comadreja de oro de la cultura Vicús, Perú.
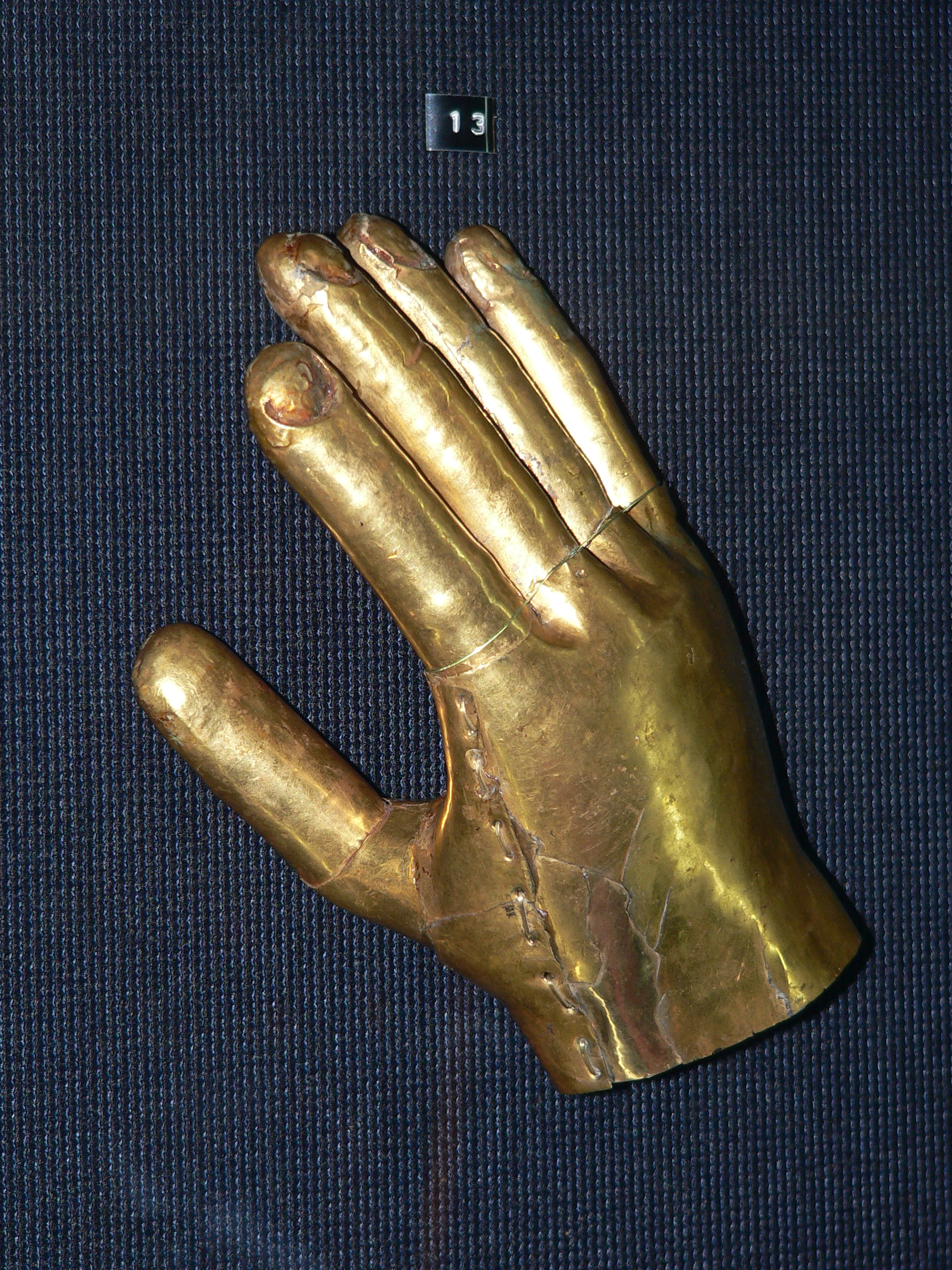
Guante de oro de la cultura Sican, Perú.
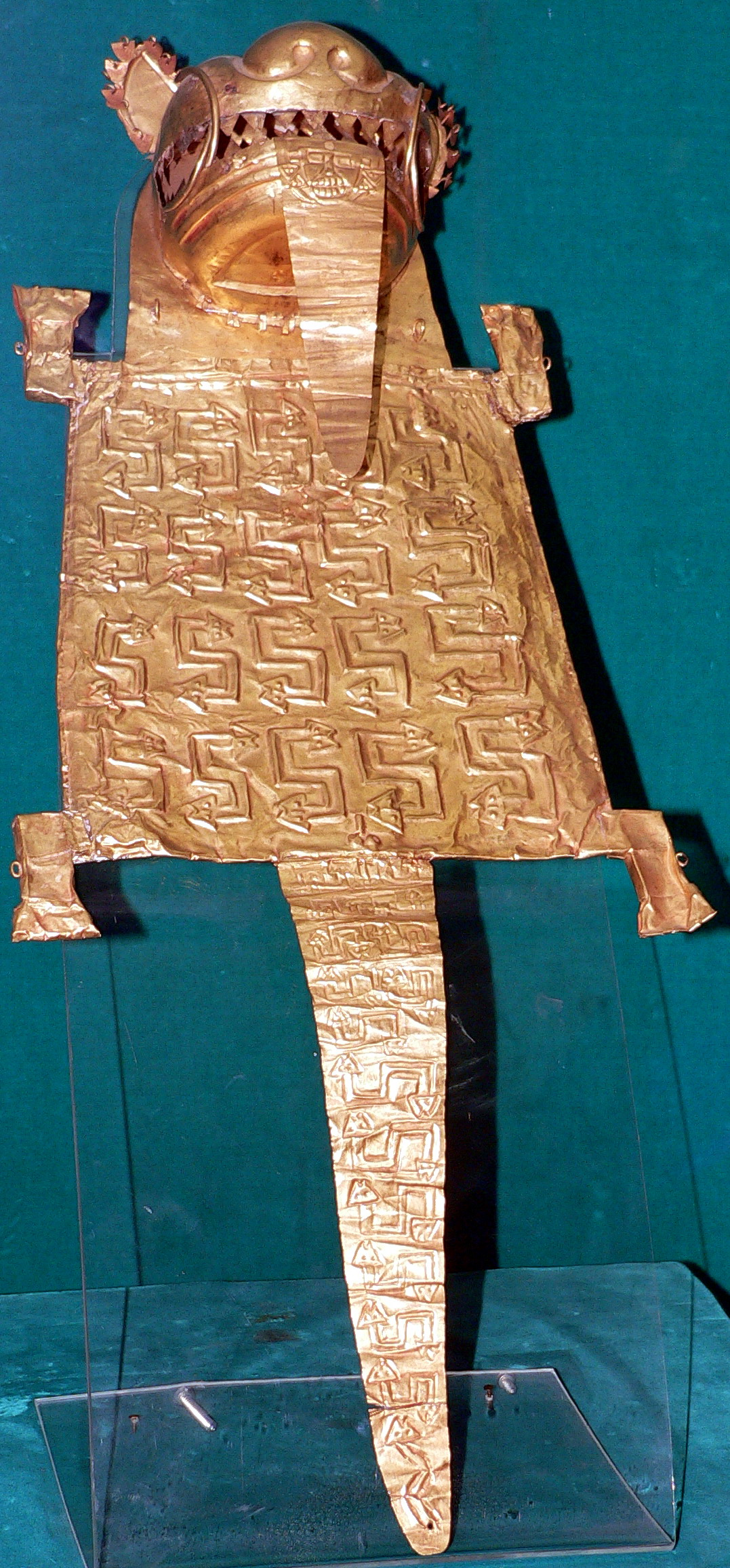
Bolsa ceremonial de la cultura Vicús, Perú.
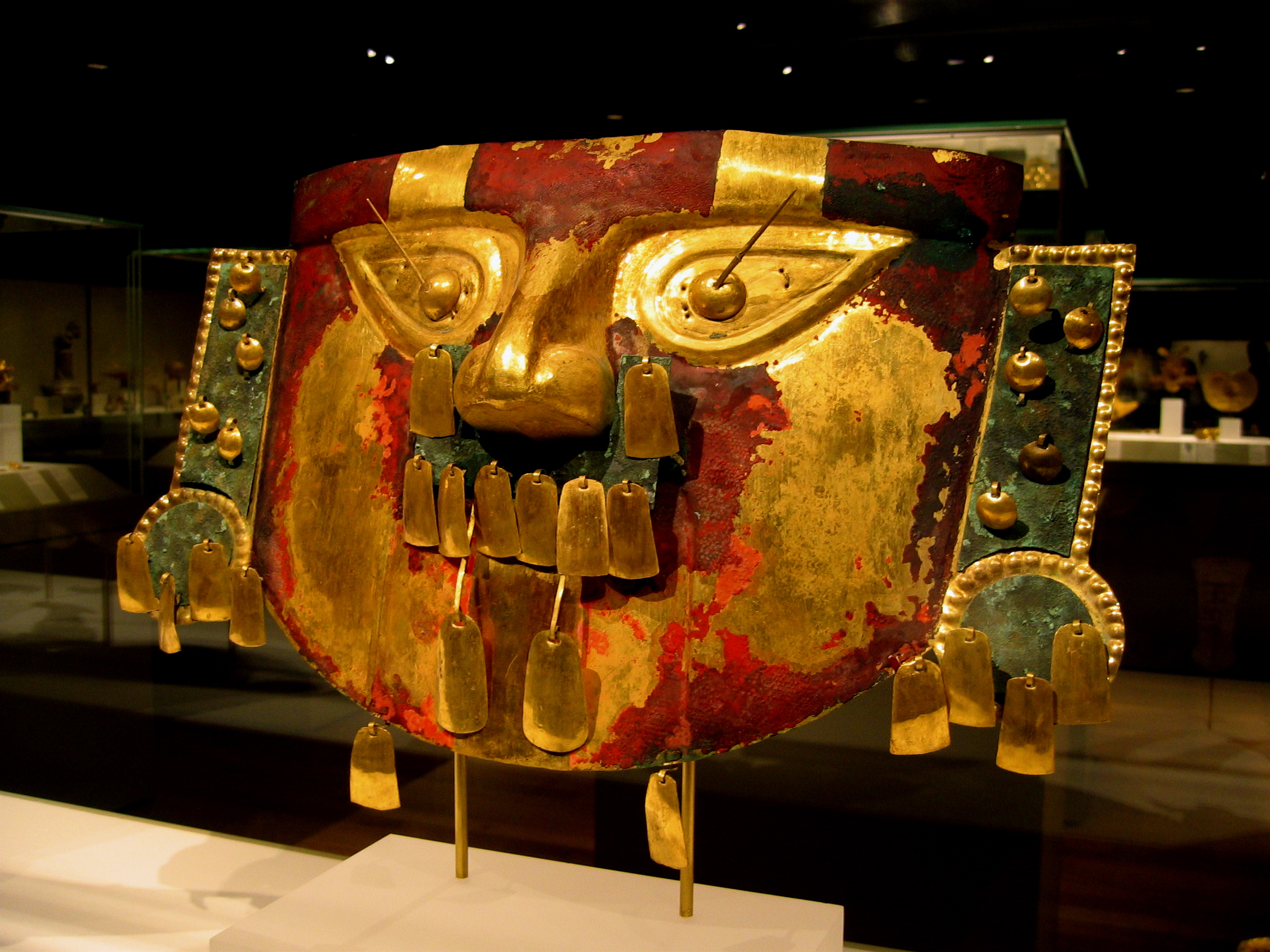
Máscara funeraria del siglo IX-11 en el Metropolitan Museum of Art, Nueva York.
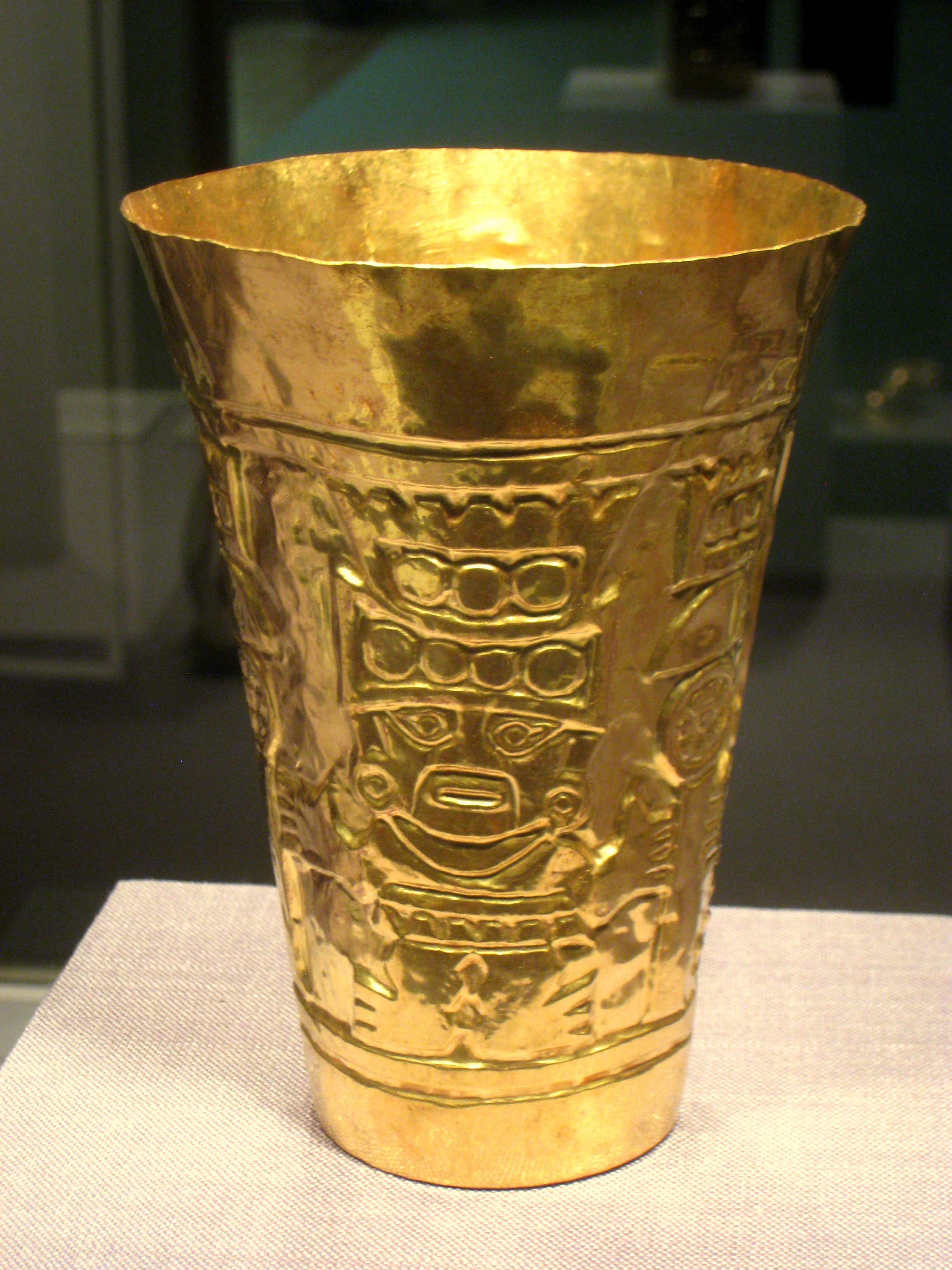
Copa de oro Sican 850-1050 d. C.
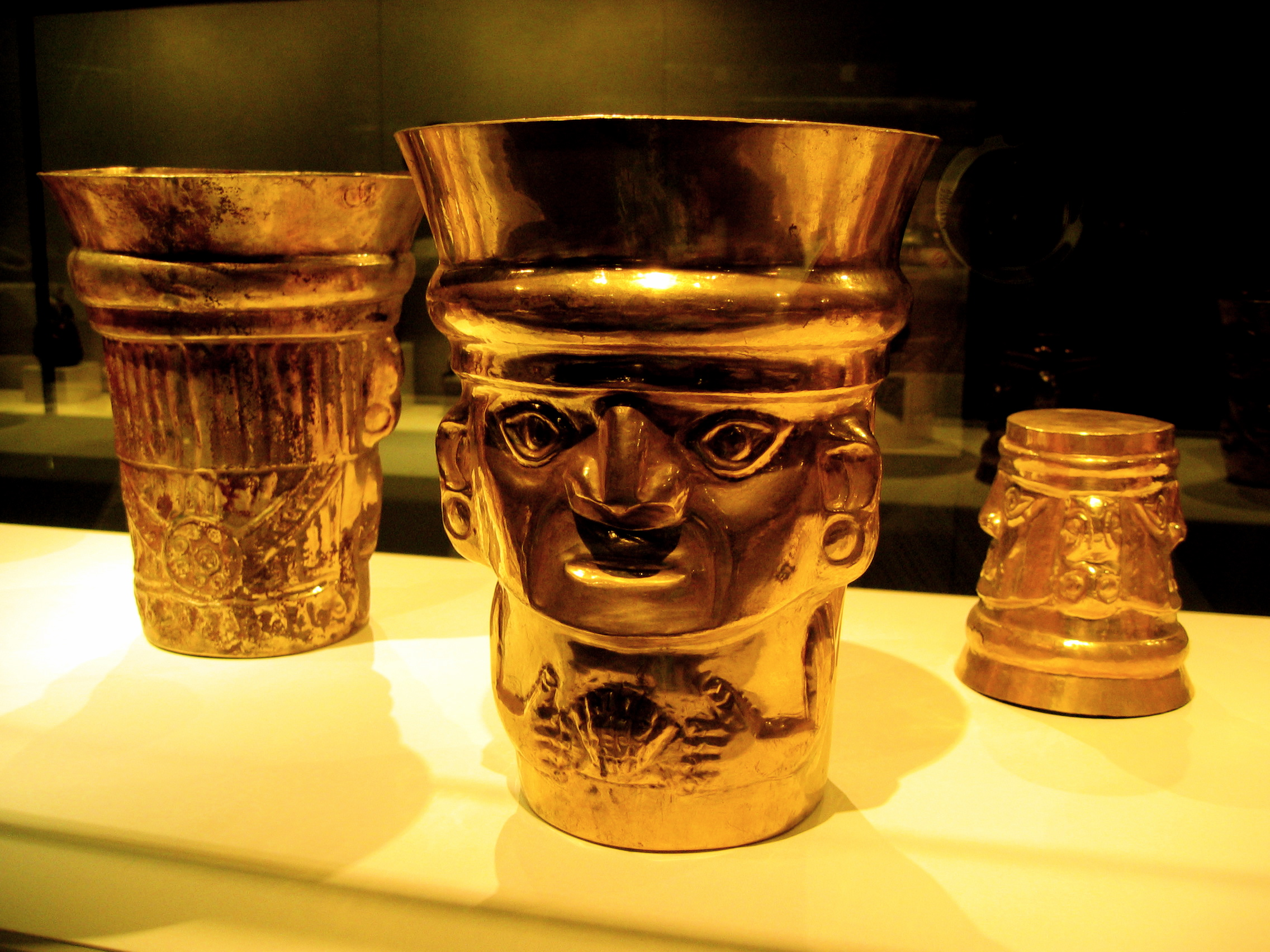
Copas de oro Sican del siglo IX-11 de Lambayeque, Perú. Ahora en el Metropolitan Museum of Art, Nueva York

### Amazonas
En la región del Amazonas se ha documentado desde finales del siglo XVII y principios del XVIII el uso de armas metálicas en los grupos indígenas de esta zona, los cuales entre ellos son los Pataxos, los Pueblo Yanomami, los Botocudos, etc. El uso del metal fue documentado por parte del Profesor y artista Francés Jean-Baptiste Debret en sus pinturas, donde se observan puntas de flecha, de lanzas y otras armas hechas de metal. Se cree que la sustitución de bronce por hierro y acero fue fomentada por el intercambio de tecnología durante las expediciones durante Colonización española de América y más tarde debido a la Colonización de Brasil. La complejidad estructural y diversidad de formas muestra un dominio
avanzado de la metalurgia, lo cual indica que algunos pueblos del Amazonas hacían uso de los metales de forma intensiva y pudieron adoptar el acero y manipularlo a un grado artístico.

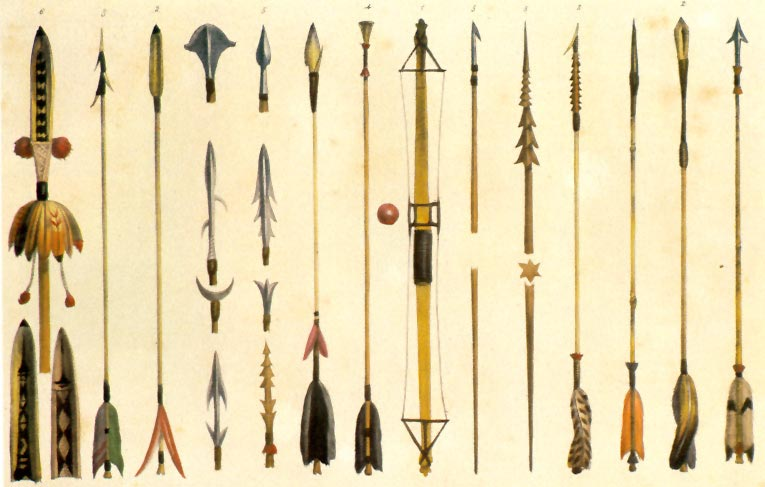
Flechas y otras armas con punta metálica moderna, acuarela de Jean-Baptiste Debret, 1834
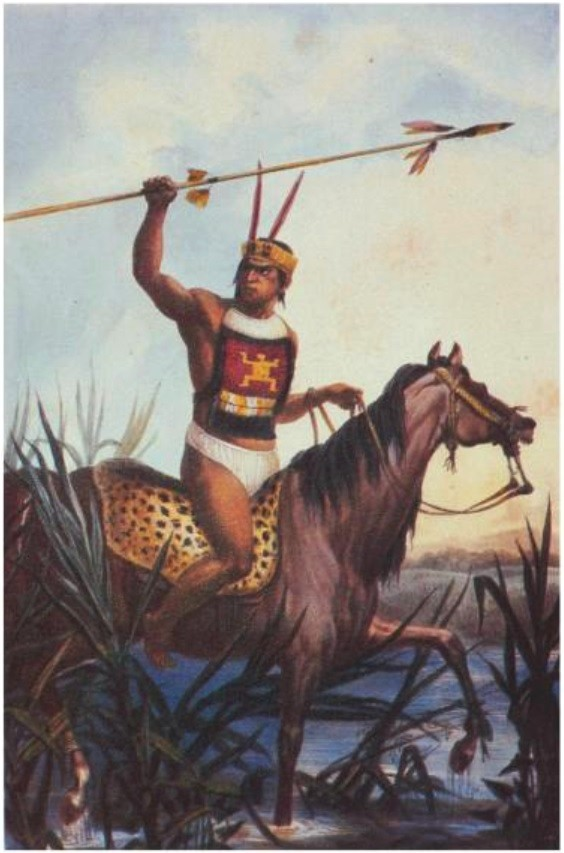
Guerrero indígena a caballo, acuarela de Jean-Baptiste Debret, 1834
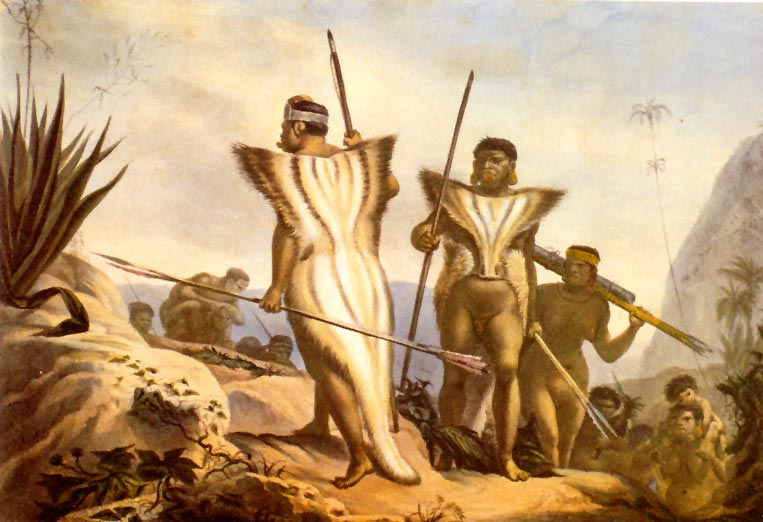
Tribu de Botocudos en marcha, acuarela de Jean-Baptiste Debret, 1834

## Mesoamérica

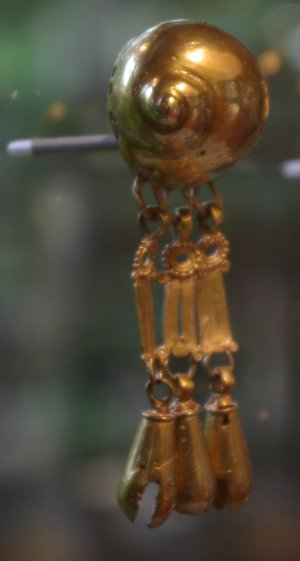
Pendiente de oro mixteca representando a una concha de caracol, ca. 900—1520 d. C.

El año 600 dC navegantes andinos llegaron a Oaxaca y enseñaron la metalurgia a los mayas, que en esa fecha aún estaban en la era de piedra. (Dorothy Hosler 1997)
La metalurgia mesoamericana ha sido poco atestada por la arqueología. Se sabe que durante el posclásico los tarascos del actual Michoacán impulsaron tecnología para la fabricaban joyería en cobre y bronce en diferentes aleaciones. La cultura Mixteca resaltó en la orfebrería al tener una gran maestría y técnicas diferentes como el uso de la cera perdida, fabricaban joyas de oro, cobre y plata con gran complejidad y belleza.
Se cree que inició en el 800 a. C. con la mayor parte de la evidencia de ello en el oeste de México. Muy similar como en el caso de Sudamérica, los metales preciosos se encuentran de manera más abundante en las élites. En esta zona se desarrolló una tradición especializada en la aleación de metales que incluía además de los metales puros a las aleaciones de metales preciosos con metales estructurales. Se desarrollaron herramientas de alta dureza por medio de aleaciones de bronce con diversos metales, utilizando el trabajo en frío para incrementar su dureza. También utilizaron la aleación del oro y la plata añadidos al bronce para darles tonalidades ornamentales, así como para modificar sus propiedades sonoras en los diversos instrumentos metálicos que utilizaban los mesoamericanos.
El intercambio de tecnología y artículos entre los pueblos de Ecuador y Colombia con el oeste de México potenció el desarrollo e investigación en ambas civilizaciones. Artefactos metálicos similares se han encontrado en estas dos regiones: anillos, agujas, pinzas, hachas, punzones, cuchillos y escudos los cuales fueron fabricados en forma similar y en contextos históricos contemporáneos en ambas zonas.
Además de todos estos artefactos, de los cuales sobreviven especímenes, hay muchos otros objetos y herramientas que se encuentran solo en los códices. Entre estos se encuentran el Tepoztli, el Amamalócotl y la versión metálica de la Coa o Uictli.  No obstante, del uictli y el Tepoztli sobreviven especímenes, pero solamente las puntas y cabezas de estos respectivamente; dichos objetos se encuentran en el Museo Regional de Guadalajara.

### Colección delMuseo Regional de Guadalajara
El Museo Regional de Guadalajara en el estado de Jalisco en México, tiene una de las colecciones más amplias de objetos metálicos del occidente de Mesoaméric. Tiene alrededor de 3200 artefactos que provienen de los estados de Jalisco, Michoacán, Colima y Nayarit. Algunos de estos objetos forman parte de la colección de Federico Solórzano.
| Artefacto                 | Cantidad | Porcentaje |
| ------------------------- | -------- | ---------- |
| Campanillas               | 1934     | 60.5       |
| Anillos Abiertos          | 685      | 21.4       |
| Hachas decorativas/moneda | 186      | 5.8        |
| Placas ornamentales       | 136      | 4.3        |
| Agujas                    | 87       | 2.7        |
| Hachas                    | 41       | 1.3        |
| Pinzas                    | 42       | 1.3        |
| Puzones                   | 23       | <1         |
| Campanas decorativas      | 22       | <1         |
| Pines                     | 17       | <1         |
| Anzuelos                  | 14       | <1         |
| Abalorios                 | 9        | <1         |
| Uictlis (Coas) o Azadas   | 3        | <1         |

### Imperio Purépecha
El contacto continuo entre estas civilizaciones mantuvo el flujo de ideas fomentando el desarrollo de las líneas comerciales andinas de larga distancia, influencia de zonas más al sur parece que alcanzaron la región y llevaron a un segundo periodo (1200-1300 a. C. hasta la llegada de los españoles). Para este entonces, aleaciones de bronce ya eran ampliamente utilizadas por los metalurgistas del oeste de México, especialmente el Imperio Purépecha, parcialmente porque se necesitaban propiedades mecánicas específicas para las herramientas, armas y decoraciones. En algunos casos la introducción de diferentes metales a la aleación era con el objetivo de cambiar la tonalidad del objeto o cambiar la resonancia de este para mejorar su calidad musical.
Los metalurgistas del oeste de México empezaron a trabajar los minerales de los metales que abundaban en depósitos locales. Esta tecnología se dispersó también al resto de Mesoamérica dónde el oeste de México tenía la mejor manufactura de la zona. Estudios de procedencia en algunos artefactos del sur de Mesoamérica fabricados por medio de la técnica de cera perdida han mostrado que eran disimilares a los artefactos del oeste, por lo que se pudo haber tenido un segundo punto de desarrollo metalúrgico ya que no se ha podido identificar la fuente.

Especímenes de hachas de Bronce
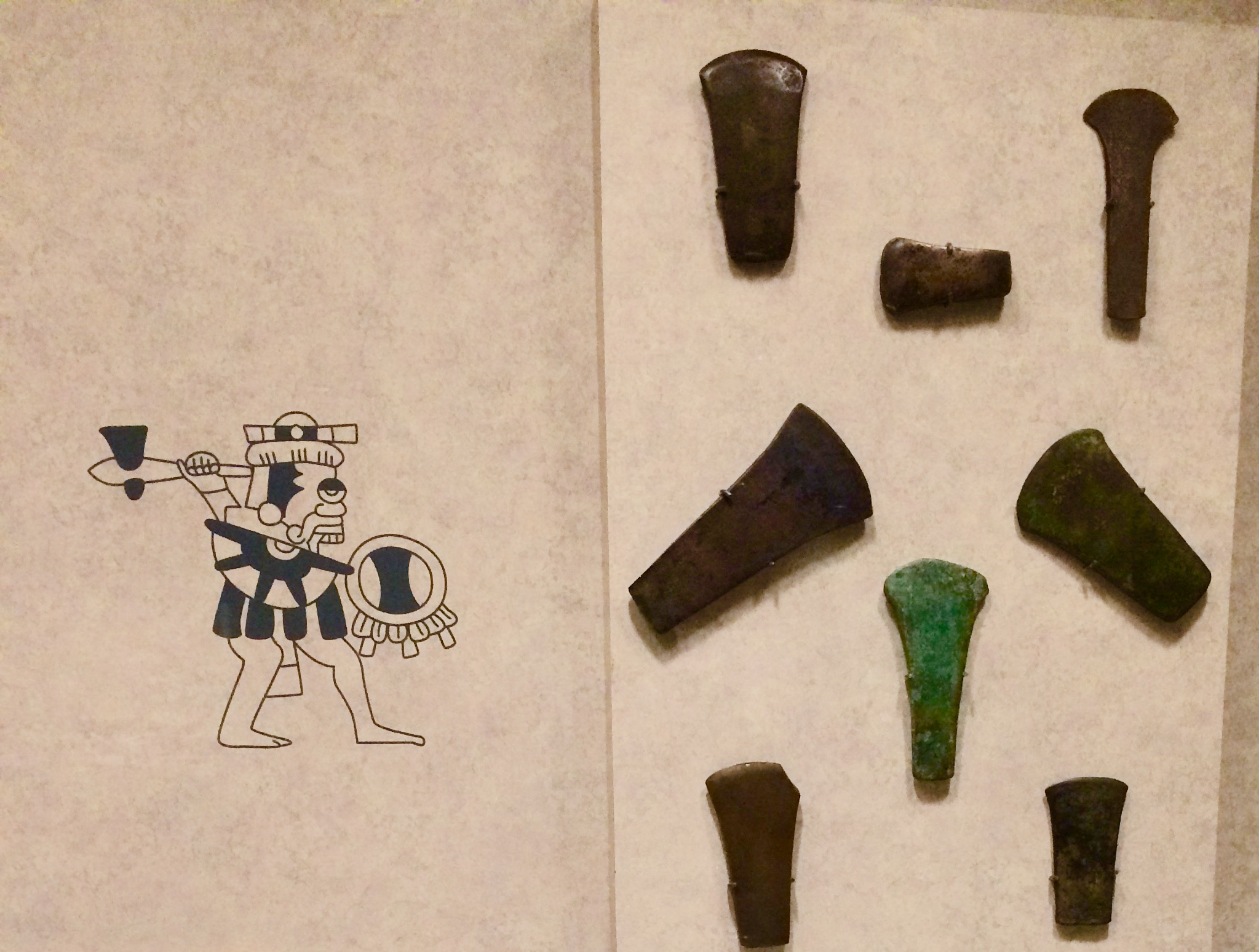
Fotografía de un conjunto de hachas de bronce mesoamericanas en el Museo Nacional de Antropología en la Ciudad de México
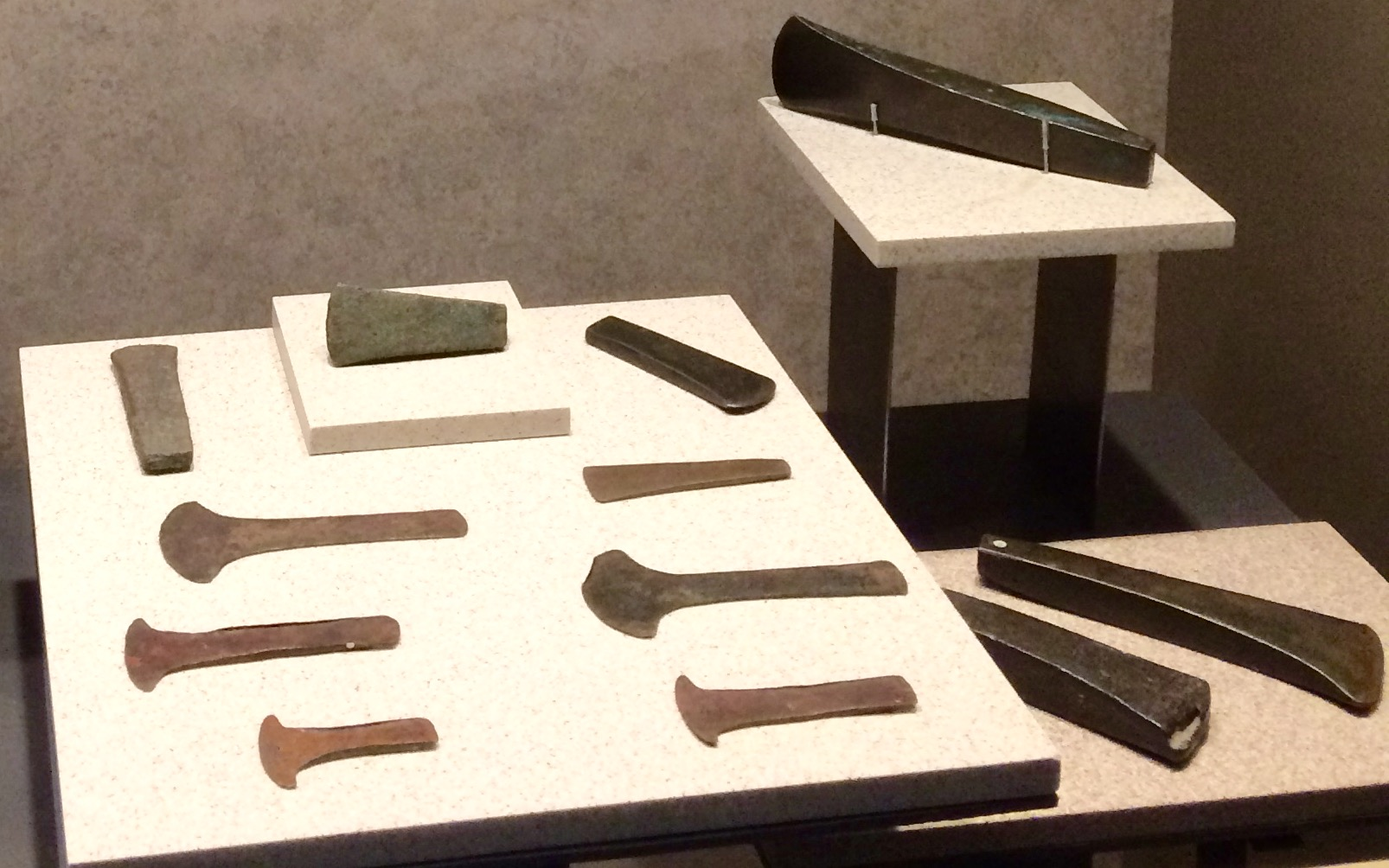
Fotografía de un segundo conjunto de hachas de bronce mesoamericanas en el Museo Nacional de Antropología en la Ciudad de México

### Imperio Azteca

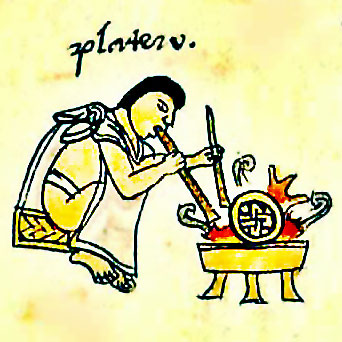
Herrero Azteca/Mexica avivando el fuego para fundir el oro.
Códice Mendoza.

Los mexicas utilizaron ampliamente distintos metales, aunque estos inicialmente los adquirieron de otras culturas, como los otomíes. Durante su expansión militar, los mexicas buscaron constantemente establecer provincias en la Cuenca del Balsas para obtener metales. Esta búsqueda se inicia desde el gobierno de Itzcóatl (1428-1440) pero fue especialmente grande durante el mandato de Ahuízotl (1486-1502). El uso del cobre y aleaciones de bronce eran tan comunes que en la vida cotidiana de Tenochtitlan se acostumbraba regalar un hacha de metal al recién casado, como muestra de su compromiso por siempre mantener leña en el hogar. Aunque por mucho tiempo se consideró que el término nahua para el metal, "tepoztli", significaba simplemente "cobre", el investigador Mario E. Fuente Cid demostró que este término presenta una polisemia amplia y puede agrupar distintas acepciones como bronce, hacha, metal, etcétera.

### Instrumentos Musicales
Se han encontrado una gran cantidad de campanas, sonajas y sobre todo cascabeles, donde estos últimos eran fabricados por medio de la técnica de fundición de cera perdida como se ha visto en Colombia y también en la mayor parte de México. Durante este periodo se utilizaba casi exclusivamente el cobre.

### Propiedades Metalúrgicas
Las hachas mesoamericanas eran hechas principalmente the bronce en el periodo Post-clásico, con valores muy altos de dureza Vickers (VHN) con valores entre 130 y 297 VHN para las aleaciones de bronce. Solamente las hachas del pre-clásico, que eran más antiguas y primitivas su valor variaba entre 80-135 VHN
El uso de la metalurgia en el oeste de México por medio de la vía marítima durante el periodo Clásico, dado que la mayoría de los objetos encontrados han sido encontrados cerca de la costa
Esta tecnología parece ser que fue importada por medio de la Liga de Mercantes la cual comercializaba objetos tan al sur como Ecuador y tan al norte como Culiacán, México. Los objetos de Ecuador y del oeste de México muestran que estos artefactos fueron encontrados en contextos arqueológicos análogos, comparten composición química y técnicas de manufactura idénticas y sus diseños son muy similares.
El tamaño de grano de la aleación metálica es variable a lo largo del objeto, mostrando un trabajo en frío intensivo por martilleo en sus filos. Este tratamiento de trabajo en frío incrementa la dureza del hacha en esta parte importante, dejando el resto de la estructura más suave de manera que pueda resistir los impactos de su uso cotidiano.
| Material              | Value   |
| --------------------- | ------- |
| Bronce Cu-Sn          | 274HV   |
| Bronce Cu-As-Sn       | 297HV   |
| Bronce Cu-As          | 195HV   |
| Acero inoxidable 347L | 180HV   |
| Hierro                | 30–80HV |

## Norteamérica
En esta parte del continente americano no se ha encontrado evidencia arqueológica de que se usaran aleaciones de bronce más al norte del río Bravo, sin embargo usaban el cobre de manera intensiva.
Durante el último periodo glaciar se liberaron muchas áreas ricas en yacimientos de cobre El cobre era formado por medio de martilleo en frío para formar objetos, esto desde tiempos muy antiguos (durante el Periodo Arcaico en la región de los Grandes Lagos: 8000-1000 a. C.). También hay evidencia de explotación de minas, pero no hay un acuerdo en los investigadores con respecto a la fecha en particular.
Artefactos de los Grandes Lagos encontrados en los bosques del este de Norteamérica parecen indicar que había cadenas comerciales ya en el 1000 a. C. Progresivamente no se han encontrado tantas herramientas de cobre sino joyería y adornos. Se cree que esto se debe a los cambios sociales hacia una sociedad mucho más compleja y jerárquica.

Artefactos Metálicos de América del Norte
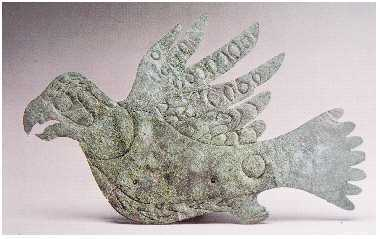
Halcón de cobre Hopewell, ca. 200 a. C.–1 d. C., Ohio
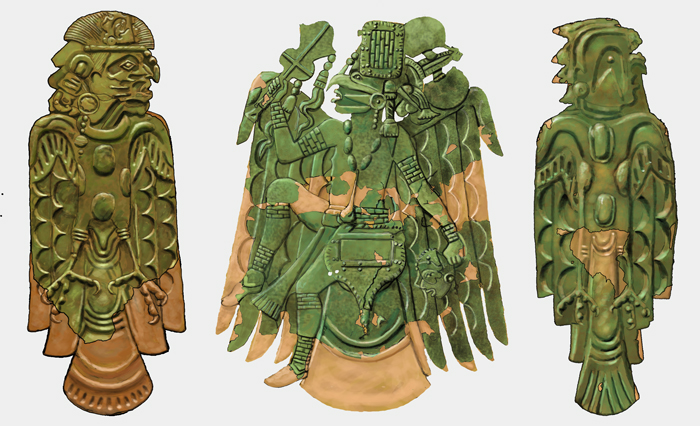
Placas de Malden, Etowah y Spiro
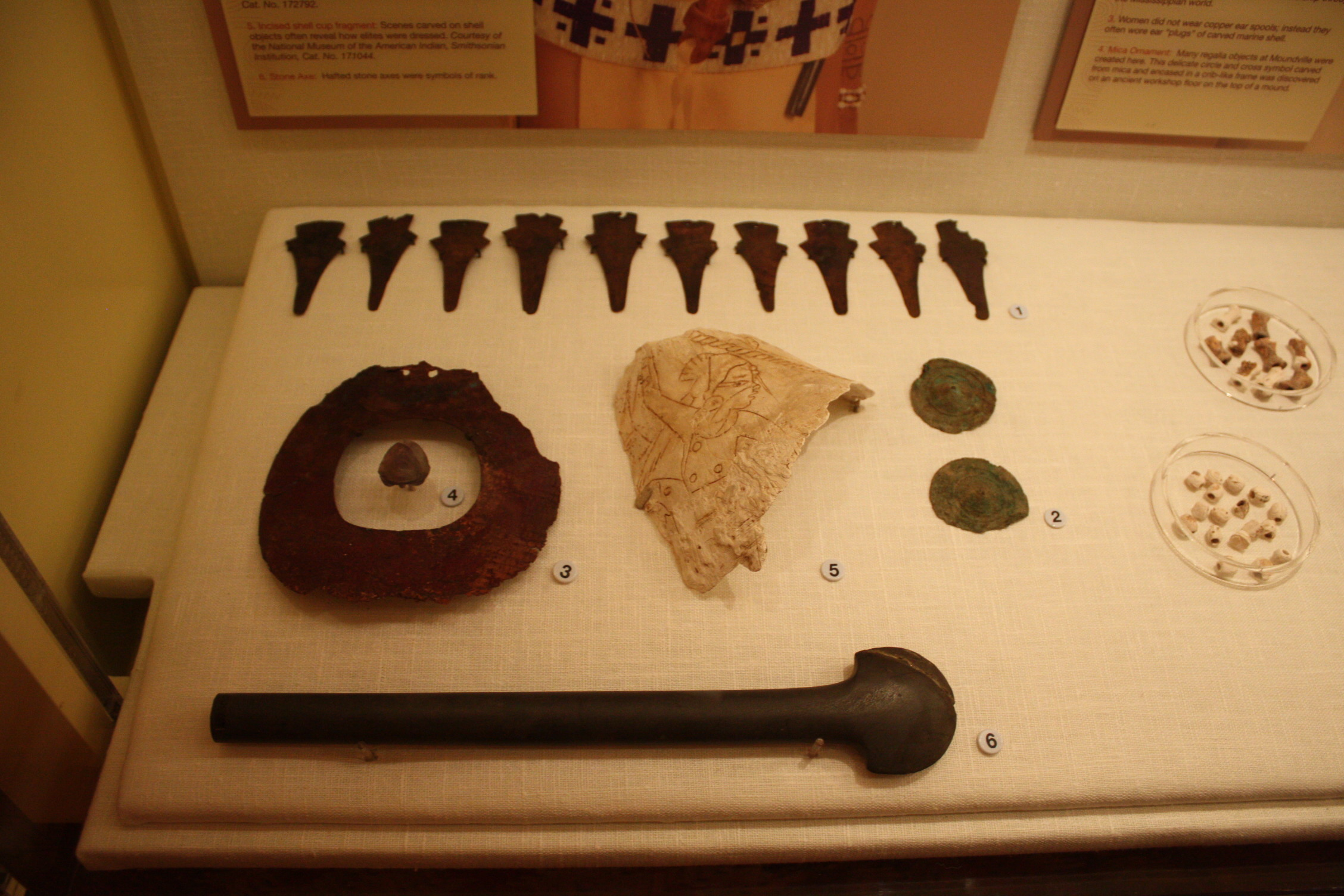
Mazas y puntas de lanza de cobre provenientes del Moundville

### Sudeste
Durante el Periodo del Mississippi (800-1600 d. C.) las élites en grandes centros políticos y religiosos a través del medio oeste y el sur de los Estados Unidos utilizaban decoraciones de cobre como un símbolo de estatus, esto al manipular el material sagrado en representaciones conectadas con el culto al Guerrero Superior del Complejo Ceremonial del Sudeste (S.E.C.C.)
Estas decoraciones incluyen placas de cobre del Mississippi, placas de cobre martillado que se encuentran a lo largo de Alabama, Florida, Georgia, Illinois, Mississippi, Oklahoma y Tennessee. Algunas de las placas más famosas son las de aves de presa y de guerreros representando estas aves.
La única cultura del Mississippi donde se han encontrado talleres metalúrgicos fue localizada por arqueólogos es Cahokia en el oeste de Illinois. Las excavaciones en los talleres metalúrticos en el Montículo 34 (un pequeño montículo localizado en la Plaza Ramey al este del Montículo de los Monjes) indica que el cobre era utilizado en esta zona. Numerosos fragmentos de cobre así como cenizas de fuegos han sido encontrados en el área, también los remanentes de tocones que se cree que eran utilizados para soportar yunques de piedra los cuales eran utilizados para aplanar las láminas de cobre.
Después del colapso de la cultura del Mississippi debido a la introducción de enfermedades del Viejo Mundo y la posterior invasión de fuerzas militares de algunos países de Europa, el cobre se siguió utilizando como parte de la vida religiosa de las civilizaciones Norteamericanas. En la medicina de la cultura de los Grandes Lagos se sigue recomendando el uso de pepitas de cobre para el alivio de males.